# Marko Kopljar
Marko Kopljar (ur. 12 lutego 1986 w Požedze) – chorwacki piłkarz ręczny, reprezentant kraju grający jako prawy rozgrywający. Obecnie występuje w Hiszpanii, w drużynie FC Barcelona.
Wicemistrz Świata z 2009, turniej odbywał się w Chorwacji.
W 2010 w Austrii zdobył wicemistrzostwo Europy.
Jest brązowy medalista mistrzostw Europy z 2012 r. Turniej odbywał się w Serbii, a na jego zakończenie został wybrany do Siódemki gwiazd jako prawy rozgrywający.

## Sukcesy

### reprezentacyjne
- wicemistrzostwo Świata  2009
- wicemistrzostwo Europy  2010
- brązowy medal mistrzostw Europy  2012

### klubowe
- mistrzostwo Chorwacji  2008, 2009, 2010, 2011
- puchar Chorwacji  2008, 2009, 2010, 2011

## Nagrody indywidualne
- Najlepszy prawy rozgrywający:
  - Mistrzostwa Europy 2012[2]